# 23 de junio
El 23 de junio es el 174.º (centésimo septuagésimo cuarto) día del año en el calendario gregoriano y el 175.º en los años bisiestos. Quedan 191 días para finalizar el año.

## Acontecimientos
- 79: en Roma, el emperador Tito sucede a su padre Vespasiano como emperador.
- 1158: en España, Sancho III de Castilla y Fernando II de León firman el Tratado de Sahagún por la paz de ambos reinos.
- 1180: en Japón empieza la primera batalla de Uji de la Guerras Genpei.
- 1280: Se produce el Desastre de Moclín, en el que las tropas castellanas dirigidas por el maestre de la Orden de Santiago Gonzalo Ruiz Girón caen en una emboscada y son derrotadas por las del rey nazarí Muhammad II de Granada.[1]
- 1287: se produce la batalla de los condes.
- 1305: en Athis-sur-Orge flamencos y franceses firman un tratado de paz.
- 1314: en el sur de Stirling ―en el marco de la Primera Guerra de Independencia Escocesa― empieza la batalla de Bannockburn.
- 1532: Enrique VIII de Inglaterra y Francisco I de Francia firman un pacto secreto contra el rey Carlos I de España.
- 1563: se funda la ciudad de Cartago, como capital de la Provincia de Nueva Cartago y Costa Rica.
- 1565: en la isla de Malta, Turgut Reis (Dragut), comandante del Imperio otomano muere durante el sitio de Malta.
- 1661: en Londres se casan Carlos II y Catalina de Braganza.
- 1683: en los Estados Unidos, William Penn firma el tratado de la tierra con los indios norteamericanos.
- 1749: José Rafael Rodríguez Gallardo entregó el gobierno de la provincia de Sonora y Sinaloa al teniente coronel Ortiz de Parrilla.
- 1757: en Plassey (India), el ejército británico ―formado por 3000 soldados bajo el mando de Robert Clive― derrota al ejército hindú ―formado por 50 000 soldados bajo el mando de Siraj Ud Daulah (Batalla de Plassey).
- 1758: en Krefeld (Alemania) ―en el marco de la guerra de los Siete Años― fuerzas británicas derrotan a las francesas (Batalla de Krefeld).
- 1760: en la batalla de Landeshut ―en el marco de la guerra de los Siete Años― Austria derrota a Prusia.
- 1780: Batalla de Springfield, en el marco de la Revolución estadounidense.
- 1794: en Kiev, la emperatriz Catalina II de Rusia garantiza el asentamiento judío.
- 1810: John Jacob Astor funda la Pacific Fur Company.
- 1812: Guerra anglo-estadounidense de 1812: Gran Bretaña revoca las restricciones del comercio estadounidense, eliminando una de las razones principales de la guerra.
- 1812: durante las Guerras Napoleónicas: Napoleón Bonaparte cruza el río Niemen en dirección a Moscú, dando inicio a la Guerra Patriótica de 1812.
- 1858: en Bolonia (Estados Pontificios), la policía por orden de la Iglesia secuestra al niño judío Edgardo Mortara (1851-1940) en casa de sus padres.
- 1869: en Venezuela, el general Venancio Pulgar declara al estado Zulia como autónomo e independiente; sin embargo, es sofocado al poco tiempo.
- 1868: Christopher Latham Sholes recibe la patente de la primera máquina de escribir.
- 1887: Canadá crea el parque nacional Banff, el más antiguo del país.
- 1894: en París se funda el Comité Olímpico Internacional.
- 1908: en España, el Gobierno aprueba la Ley de la Represión de la Usura.
- 1914: en la ciudad de Zacatecas, el general Pancho Villa derrota a las fuerzas federales de Victoriano Huerta.
- 1919: en Wenden (Estonia) ―en el marco de la Guerra de Liberación Estonia― el ejército nacional derrota a los Freikorps alemanes (Baltische Landeswehr) en la batalla de Cesis (Võnnu lahing). Dicho día es celebrado como el Día de Liberación Nacional.
- 1923: en Vigo, se funda el Real Club Celta de Vigo con la fusión del Fortuna y el Sporting Vigo.
- 1933: Jaime de Borbón renuncia a sus derechos sucesorios como hijo del rey de España Alfonso XIII, presionado por su padre por considerarlo incapacitado por su sordera.
- 1937: en México, el general Lázaro Cárdenas del Río expropia los ferrocarriles y crea la compañía Ferrocarriles Nacionales de México.
- 1940: en Francia ―en el marco de la Segunda Guerra Mundial―, el líder nazi Adolf Hitler visita la ciudad ocupada de París.
- 1941: El Frente Activista Lituano declara la independencia de la Unión Soviética y que acabará con la ocupación nazi pocas semanas después.
- 1942: Segunda Guerra Mundial: Primera ejecución en cámara de gas de judíos en Auschwitz.
- 1944: Se crea la Escuela Superior de Guerra Aérea de la Fuerza Aérea Argentina (Decreto Nº16501/44 - BMR Nº2179).
- 1947: en Estados Unidos se aprueba la Ley Taft-Hartley.
- 1958: La Iglesia reformada neerlandesa acepta el ministerio de mujeres.
- 1959: en los Estados Unidos, el gobierno libera al científico Klaus Fuchs ―acusado de espionaje en el Proyecto Manhattan― después de nueve años de prisión. Le permite emigrar a Dresde (Alemania del Este) donde continuará su carrera como científico.
- 1959: en Stalheim (Noruega) el incendio en un hotel mata a 34 personas.
- 1961: entra en vigor el Tratado Antártico.
- 1964: en Suazilandia se celebran sus primeras elecciones democráticas.
- 1967: Cumbre entre el presidente de los Estados Unidos Lyndon B. Johnson y el premier soviético Alexei Kosygin en Glassboro (Nueva Jersey).
- 1968: en Francia, el presidente Charles de Gaulle disuelve la Asamblea Nacional y se convocan elecciones parlamentarias anticipadas.
- 1968: Tragedia de la Puerta 12 en Buenos Aires (Argentina); murieron 71 simpatizantes de Boca Juniors en el estadio Antonio V. Liberti.
- 1972: en la ciudad de Washington ―en el marco del escándalo Watergate― Richard Nixon (presidente de Estados Unidos) y H. R. Haldeman (jefe de gabinete de la Casa Blanca) son grabados mientras conversan acerca de cómo están utilizando a la CIA (Agencia Central de Inteligencia) para obstruir la investigación del FBI (Buró Federal de Investigaciones) sobre los actos de corrupción del Gobierno estadounidense.
- 1973: en la ciudad de Kingston upon Hull (Reino Unido) un incendio quema una casa; muere un niño de 6 años. Se cree que fue un incendio accidental, pero más tarde se descubrirá que fue el primer incendio causado intencionalmente por el pirómano Peter Dinsdale, que en los siguientes siete años causará 26 muertes.
- 1978: Masacre de Bvumba en la República de Rodesia.
- 1983: en la Universidad del Sur de California, los ingenieros Jon Postel y Paul Mockapetris diseñan un componente clave de la internet, el DNS.[2]
- 1985: en las costas de Irlanda, una bomba estalla en un Boeing 747 que operaba el vuelo 182 de Air India, desintegrando el avión instantáneamente y matando a las 329 personas a bordo.
- 1991: Sega lanza el videojuego Sonic the Hedgehog, que aparece primero en América y Europa, y para la videoconsola Sega Mega Drive.
- 1992: en Estados Unidos, el cantautor británico Elton John, lanza al mercado su 23.er álbum de estudio titulado The One.
- 1993: en Lausana (Suiza) se inaugura el Museo Olímpico.
- 1993: 4 Non Blondes publica su sencillo "Whats Up? de su álbum "Bigger, Better, Faster, More!" La canción tuvo éxito en las radios. Alcanzó la posición 14 en el Billboard Hot 100.
- 1998: La banda Aterciopelados publica el sencillo  "El ).estuche", de su cuarto Álbum Caribe Atómico. Su grabación se efectuó en Kampo Center (New York) y Audiovision (Bogotá).
- 1996: en Japón se lanza al mercado la famosa consola de videojuegos Nintendo 64.
- 2001: un terremoto de magnitud 6,9 en la escala de Richter sacude Perú y Chile, causando cuantiosos daños en las ciudades peruanas de Arequipa, Moquegua y Tacna, y en las chilenas de Arica e Iquique.
- 2010: en la ciudad de Los Ángeles (California) se celebra el concurso Mister Universe, en el que gana el candidato de Nicaragua
- 2016: en el Reino Unido se celebró un referéndum sobre la permanencia en la Unión Europea, con un resultado de un 51,9 % de votos favorables a la salida del Reino Unido de la Unión.
- 2016: en La Habana, dentro de los diálogos de paz entre las FARC y el Gobierno Colombiano se acordó el fin de las confrontaciones, con un cese del fuego y hostilidades bilateral y definitivo.
- 2019: la Argentina se consagró campeona del mundo en Sóftbol. Este significó el primer Campeonato Mundial para la Selección sudamericana en dicha disciplina, siendo también el primer país iberoamericano en conseguir tal logro.
- 2020: Terremoto de Oaxaca con epicentro a 23 kilómetros al sur de Crucecita, de 7,4 Mw[3]
- 2023: El líder del Grupo Wagner, Yevgueni Prigozhin, inicia una rebelión en contra del Ministerio de Defensa de Rusia.[4]

## Nacimientos
- 47 a. C.: Cesarión (Ptolomeo XV), faraón de Egipto (f. 30 a. C.).
- 1373: Juana II, reina napolitana (f. 1435).
- 1390: Juan Cancio, sacerdote y teólogo polaco (f. 1473).
- 1433: Francisco II, rey bretón (f. 1488).
- 1456: Margarita de Dinamarca, esposa de Jacobo III de Escocia (f. 1486).
- 1534: Nobunaga Oda, daimyo japonés, primero de los "Tres Grandes Unificadores de Japón" (f. 1582).
- 1668: Giambattista Vico, filósofo italiano (f. 1744).
- 1711: Giovanni Battista Guadagnini, lutier italiano (f. 1786).
- 1722: Juan Ramos de Lora, religioso español (f. 1790).
- 1744: Micaela Bastidas, revolucionaria peruana (f. 1781).
- 1772: Cristóbal Mendoza, político y militar venezolano, primer presidente (f. 1829).
- 1805: Manuel Ascencio Segura, escritor peruano (f. 1871).
- 1837: Ernest Guiraud, compositor francés (f. 1892).
- 1841: Benoît Malon, escritor anarquista francés (f. 1893).
- 1843: Paul Heinrich von Groth, mineralogista alemán (f. 1927).
- 1860: José María Vargas Vila, escritor colombiano (f. 1933).
- 1860: Joan Llimona, pintor español (f. 1926).
- 1862: María de la Paz de Borbón, infanta de España, hija de la reina Isabel II (f. 1946).
- 1869: Elías Tormo, crítico de arte y arqueólogo español (f. 1957).
- 1869: Luis Alfredo Martínez, escritor, pintor y político ecuatoriano (f. 1909).
- 1872: Luis Orione, sacerdote italiano canonizado creador de asilos (f. 1940).
- 1875: Carl Milles, escultor sueco (f. 1955).
- 1889: Anna Ajmátova, poeta rusa (n. 1966).
- 1890: Salvatore Papaccio, tenor italiano (f. 1977).
- 1894: Eduardo VIII, rey británico (f. 1972).
- 1894: Alfred C. Kinsey, biólogo y sexólogo estadounidense (f. 1956).
- 1902: Mathias Wieman, actor alemán (f. 1969).
- 1907: James Meade, economista británico, premio nobel de economía en 1977 (f. 1995).
- 1910: Jean Anouilh, dramaturgo francés (f. 1987).
- 1910: Gordon B. Hinckley, profeta mormón (f. 2008).
- 1910: Milt Hinton, músico estadounidense de jazz (f. 2000).
- 1912: Alan Turing, matemático, lógico, científico de la computación, criptógrafo y filósofo británico (f. 1954).
- 1922: Juan San Martín, escritor español (f. 2005).
- 1923: Julio Martínez Prádanos, periodista deportivo chileno (f. 2008).
- 1925: Oliver Smithies, genetista británico (f. 2017).
- 1927: Bob Fosse, actor, coreógrafo y cineasta estadounidense (f. 1987).
- 1927: Jacobo Langsner, escritor y guionista argentino (f. 2020).
- 1928: Pál Jakucs, biólogo húngaro (f. 2000).
- 1929: June Carter Cash, cantante estadounidense (f. 2003).
- 1930: John Elliott, historiador e hispanista británico (f. 2022).
- 1935: Thomas Brandis, violinista alemán (f. 2017).
- 1936: Carlos Fonseca, profesor, político y revolucionario nicaragüense (f. 1976).
- 1936: Raúl Aubel, actor argentino (f. 1997).
- 1936: Richard Bach, escritor estadounidense.
- 1936: Costas Simitis, político griego, primer ministro entre 1996 y 2004 (f. 2025).
- 1937: Martti Ahtisaari, político finlandés, presidente de Finlandia entre 1994 y 2000 (f. 2023).
- 1938: Alan Vega, músico y compositor estadounidense.
- 1939: Álvaro Pombo, escritor español.
- 1939: José Ángel García de Cortázar, historiador español.
- 1940: Wilma Rudolph, atleta estadounidense (f. 1994).
- 1940: Stuart Sutcliffe, bajista británico, conocido como el quinto Beatle (f. 1962).
- 1943: Vinton Cerf, programador estadounidense, pionero de Internet.
- 1943: James Levine, director de orquesta estadounidense (f. 2021).
- 1943: Albert Pintat, político andorrano, Presidente del Gobierno de Andorra entre 2005 y 2009.
- 1945: John Garang, líder sudanés (f. 2005).
- 1946: Jaime Guzmán, abogado y político chileno, colaborador de Augusto Pinochet (f. 1991).
- 1947: Bryan Brown, actor australiano.
- 1948: Clarence Thomas, jurista estadounidense.
- 1948: Myles Goodwyn, guitarrista canadiense, de la banda April Wine.
- 1948: Luther Kent, cantante de blues estadounidense.
- 1951: Michèle Mouton, piloto francés.
- 1952: Carlos Faraco, locutor y escritor español.
- 1953: Russell Mulcahy, director de cine australiano.
- 1954: Carmen Pinós, arquitecta española.
- 1955: Glenn Danzig, músico estadounidense, de la banda The Misfits.
- 1955: Jean Tigana, futbolista francés.
- 1956: Randy Jackson, productor estadounidense.

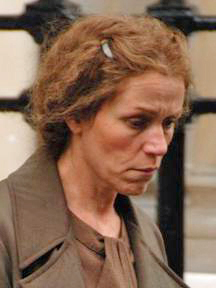
Frances McDormand

- 1957: Frances McDormand, actriz estadounidense.
- 1961: David Leavitt, escritor estadounidense.
- 1961: LaSalle Thompson, jugador de baloncesto estadounidense.
- 1962: Chuck Billy, cantante estadounidense, de la banda Testament.
- 1962: Steve Shelley, baterista estadounidense, de las bandas The Crucifucks y Sonic Youth.
- 1963: Colin Montgomerie, golfista escocés.
- 1963: Astrid Carolina Herrera, actriz, modelo y locutora venezolana, quien fue Miss Mundo 1984.
- 1964: Joss Whedon, escritor, director y productor ejecutivo estadounidense.
- 1965: Fernanda Tapia, locutora mexicana.
- 1965: Paul Arthurs, guitarrista de Oasis.
- 1966: Chico DeBarge, cantante de R&B estadounidense (DeBarge).
- 1968: Ana Celia Zúñiga, actriz, cantante y animadora infantil mexicana.
- 1969: Alberto Chicote, cocinero español.
- 1969: Martin Klebba, actor estadounidense.
- 1970: Yann Tiersen, músico y compositor francés.
- 1970: Christian Meier, actor, modelo, empresario y cantante peruano.
- 1972: Fabio Volo, actor, escritor, locutor de radio, presentador de televisión, guionista y doblador italiano.

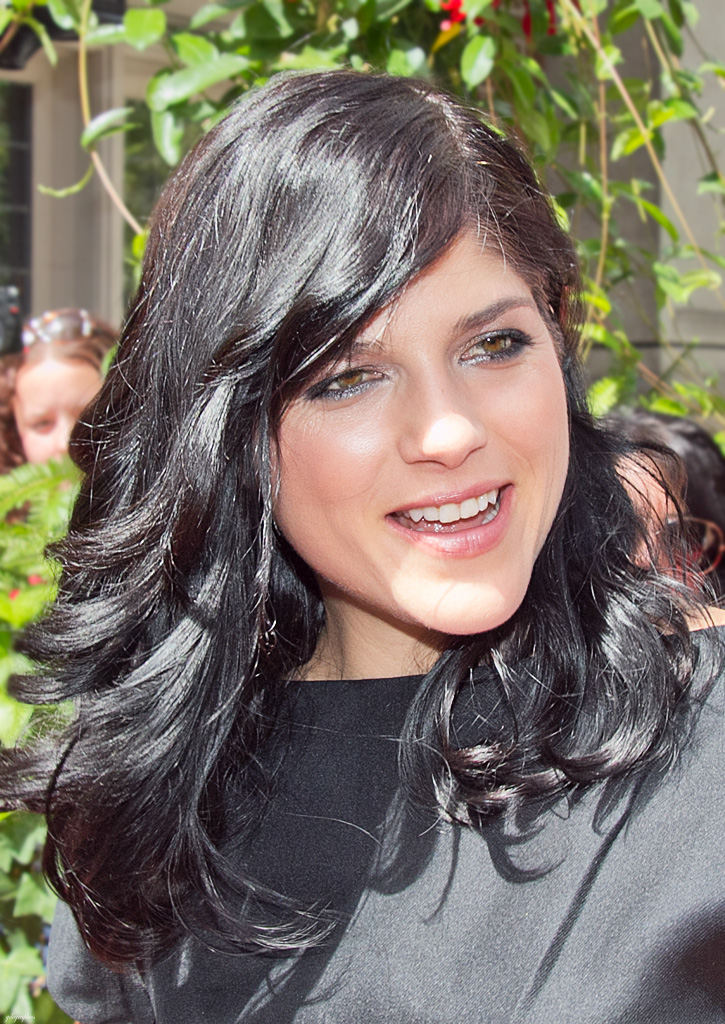
Selma Blair

- 1972: Selma Blair, actriz estadounidense.
- 1972: Elena de la Cruz, política española (f. 2017).

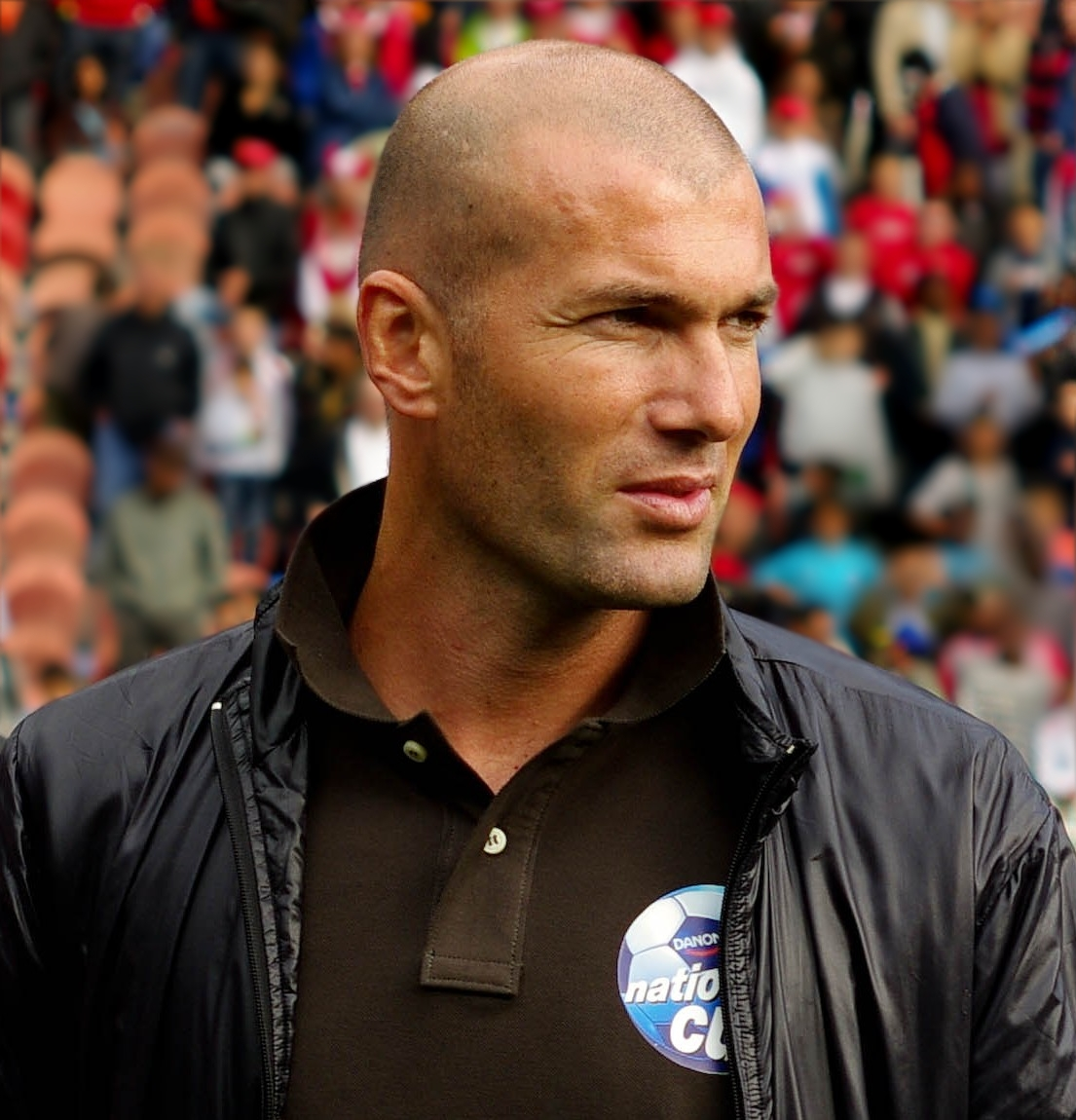
Zinedine Zidane

- 1972: Zinedine Zidane, futbolista francés retirado y actual entrenador.
- 1973: Marie N, cantante letona.
- 1974: Joel Edgerton, actor australiano.
- 1974: Carlos del Amor, periodista español.
- 1974: Paweł Kryszałowicz, futbolista polaco.
- 1974: Dontonio Wingfield, baloncestista estadounidense.
- 1974: Mark Hendrickson, baloncestista y beisbolista estadounidense.
- 1975: KT Tunstall, cantautora escocesa.
- 1975: Mike James, baloncestista estadounidense.
- 1975: Lotte Kiærskou, balonmanista danesa.
- 1975: Alexis Fawx, actriz pornográfica y modelo estadounidense.
- 1976: Paola Suárez, tenista argentina.
- 1976: Patrick Vieira, futbolista francés.
- 1976: Emmanuelle Vaugier, actriz canadiense.
- 1977: Miguel Ángel Angulo, futbolista español.

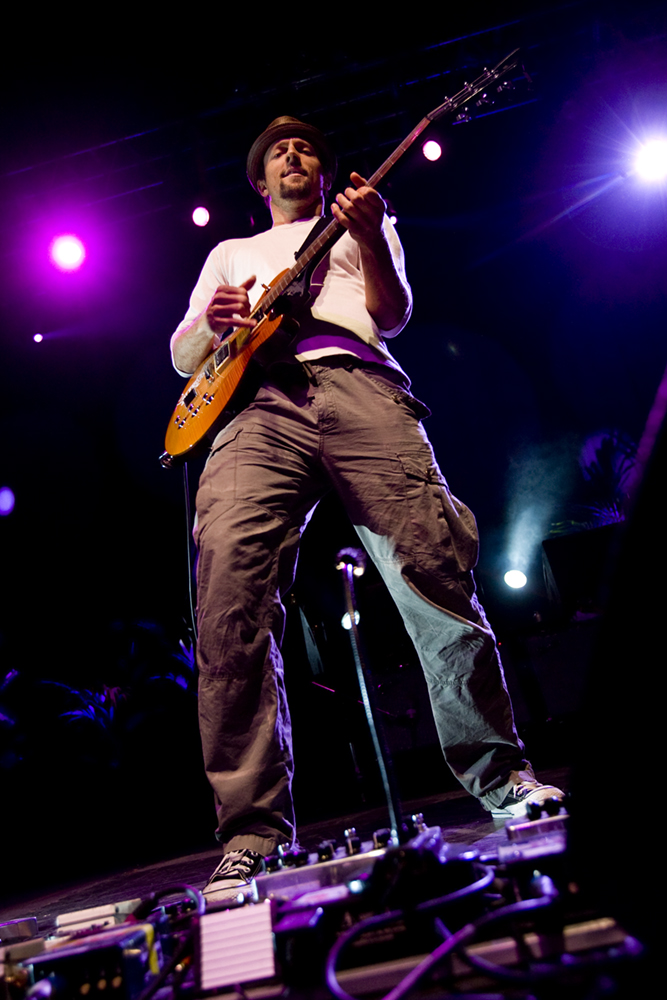
Jason Mraz

- 1977: Jason Mraz, cantautor estadounidense.
- 1977: Hayden Foxe, futbolista australiano.
- 1977: Tomasz Kiendyś, ciclista polaco.
- 1978: Memphis Bleek, rapero estadounidense.
- 1978: Frédéric Leclercq, bajista francés de DragonForce.
- 1979: LaDainian Tomlinson, futbolista estadounidense.
- 1979: Shigeki Tsujimoto, futbolista japonés.
- 1979: Elia Luini, remero italiano.
- 1980: Erick Elías, actor mexicano.
- 1980: Melissa Rauch, actriz estadounidense.
- 1980: Francesca Schiavone, tenista italiana.
- 1980: Daniel Örlund, futbolista sueco.
- 1980: Susan Wayland, modelo alemana.
- 1981: Antony Costa, cantante y compositor británico de Blue.
- 1981: Giulio Migliaccio, futbolista italiano.
- 1981: Guillermo Roldán, futbolista español.
- 1982: Rober Bodegas, cómico español.
- 1983: José Rojas, futbolista chileno.
- 1983: Brandi Rhodes, luchadora estadounidense.
- 1983: Kari Arkivuo, futbolista finlandés.
- 1983: Juho Mäkelä, futbolista finlandés.
- 1983: Ioannis Jristu, remero griego.
- 1983: Miles Fisher, actor estadounidense.
- 1983: Pawo Choyning Dorji, director de cine butanés.
- 1983: Javier Zamudio, escritor colombiano.
- 1983: Péter Tatai, balonmanista húngaro.
- 1984: Andreea Bălan, cantante rumana.
- 1984: Duffy, cantante británica.
- 1984: Manuel Iturra, futbolista chileno.
- 1984: Matthew Ryan, remero australiano.
- 1985: Efrén Mera, futbolista ecuatoriano.
- 1985: Kavka Shishido, cantante y idol japonesa-mexicana.
- 1985: Vlado Nedanovski, balonmanista macedonio.
- 1986: Simon Špilak, ciclista esloveno.
- 1987: Alessia Filippi, nadadora italiana.
- 1987: Iván Marcano, futbolista español.
- 1987: Oleksandr Iakovenko, futbolista ucraniano.
- 1988: Chellsie Memmel, gimnasta estadounidense.
- 1988: Simão Mate Junior, futbolista mozambiqueño.
- 1988: Krisztián Lovassy, ciclista húngaro.

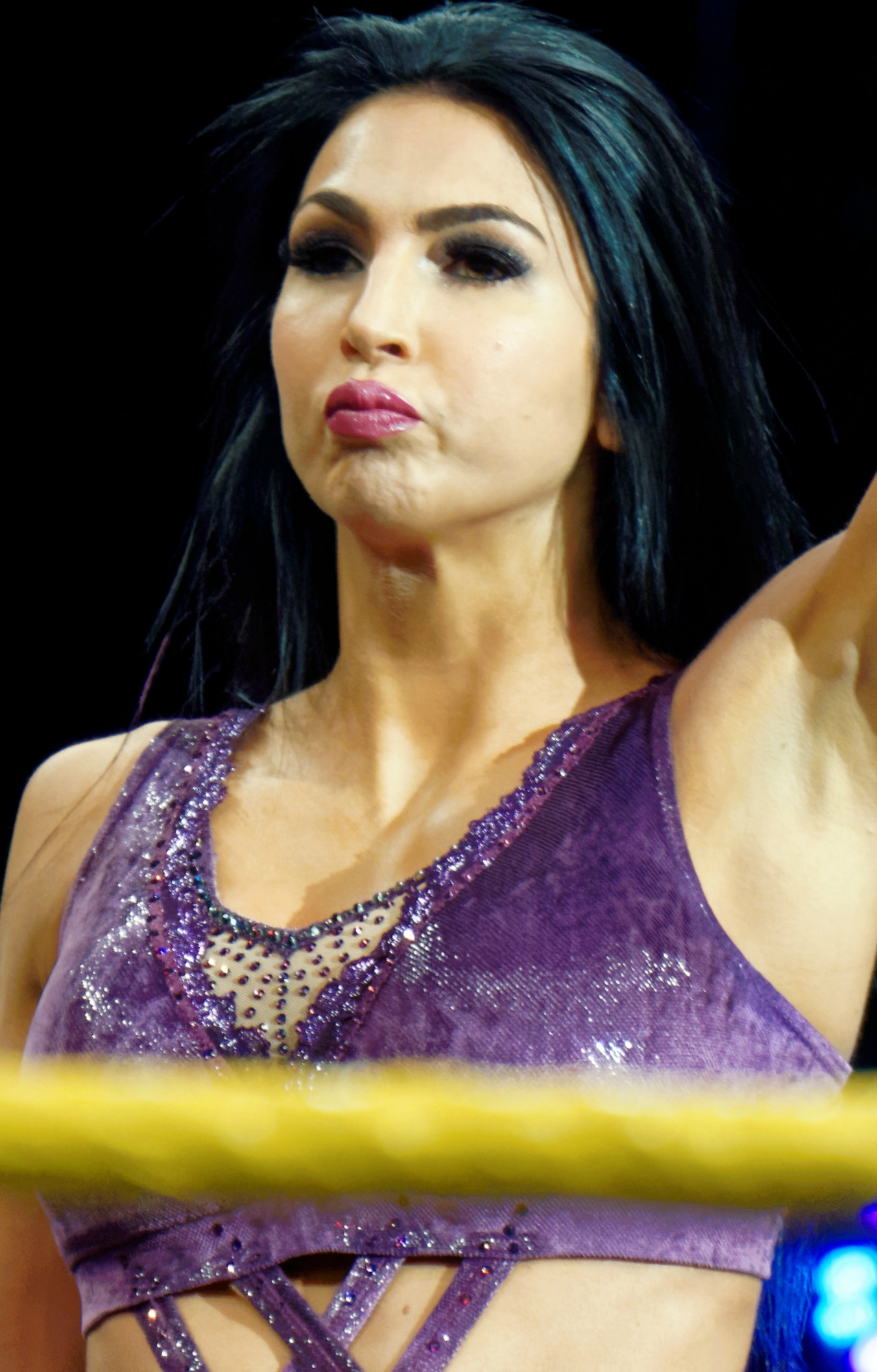
Billie Kay

- 1989: Billie Kay, luchadora estadounidense.
- 1989: Kristoffer Nordfeldt, futbolista sueco.
- 1989: Omar Monterde, futbolista español.
- 1989: Robert Egbeta, futbolista nigeriano.
- 1990: Daniela Guajardo, ciclista chilena.
- 1990: Lim Ji-yeon, actriz surcoreana.
- 1991: Malena Morgan, actriz pornográfica estadounidense.
- 1991: Kaj Leo í Bartalsstovu, futbolista feroés.
- 1991: Rúben Luís Maurício Brígido, futbolista portugués.
- 1991: Fakhreddine Ben Youssef, futbolista tunecino.
- 1991: Mauro Bustamante, futbolista argentino.
- 1991: Kazuaki Mawatari, futbolista japonés.
- 1991: Nissi Sauceda, futbolista hondureño.
- 1992: João Gabriel, remero portugués.
- 1992: Pablo Felipe Teixeira, futbolista brasileño.
- 1992: Christian Eissele, futbolista estadounidense.
- 1992: Naoto Hiraishi, futbolista japonés.
- 1992: Tugstsogt Nyambayar, boxeador mongol.
- 1993: Tim Anderson, beisbolista estadounidense.
- 1993: Irene Siragusa, atleta italiana.
- 1993: Eric Washington, baloncestista estadounidense.
- 1993: Sebastián Ospina, futbolista colombiano.

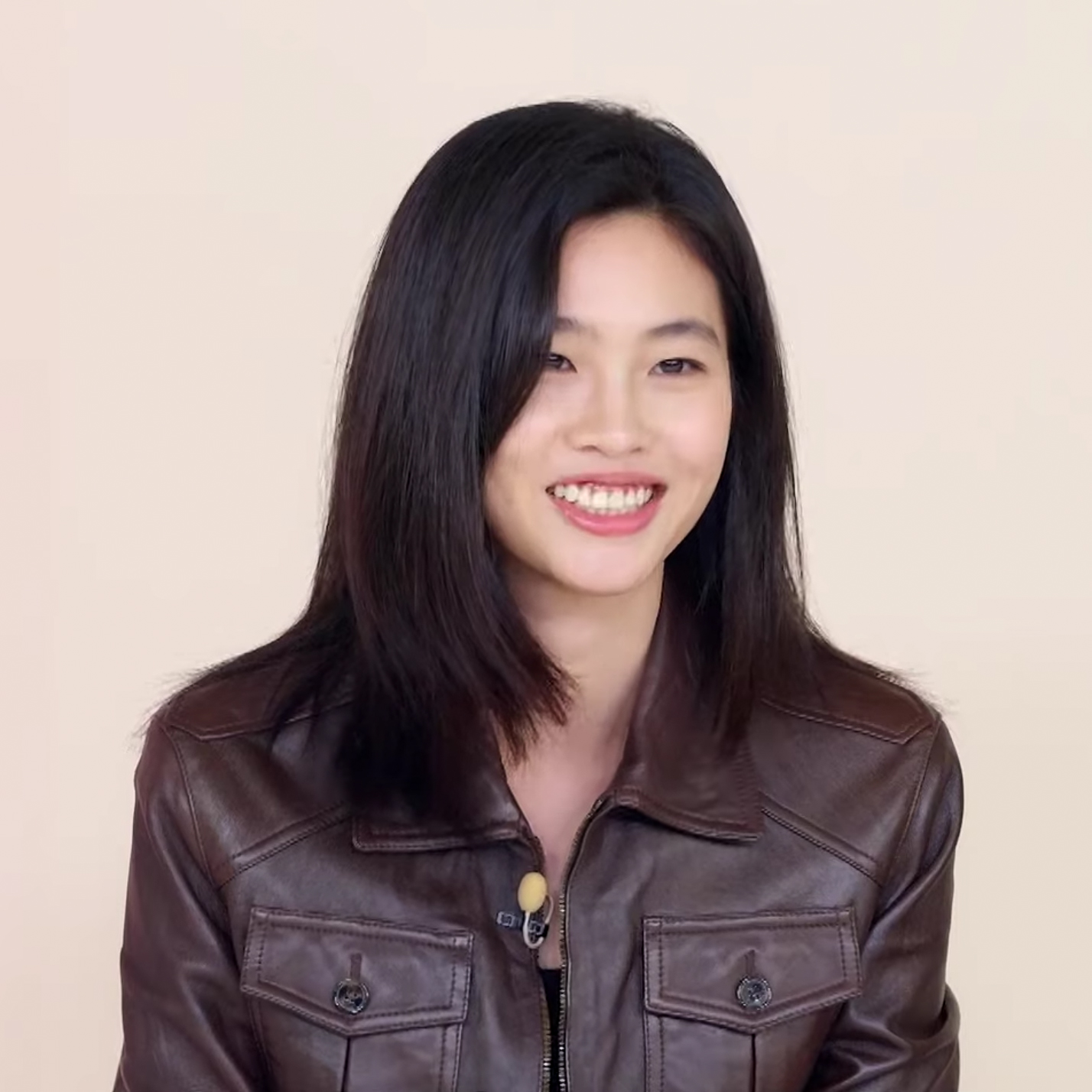
Hoyeon Jung

- 1994: Hoyeon Jung, modelo surcoreana.
- 1994: Connor Jessup, actor canadiense.
- 1994: Moi Gómez, futbolista español.
- 1994: João Camacho, futbolista portugués.
- 1995: Danna Paola, actriz mexicana.
- 1995: Václav Jemelka, futbolista checo.
- 1995: Jorge Mateo, beisbolista dominicano.
- 1996: Getsel Montes, futbolista hondureño.
- 1996: Mica Suárez, youtuber y actriz argentina.
- 1996: Chaowat Veerachat, futbolista tailandés.
- 1996: Erik Expósito, futbolista español.
- 1996: Homar González, futbolista mexicano.
- 1997: Bozhidar Kraev, futbolista búlgaro.
- 1997: Carlos Redruello Nimo, futbolista español.
- 1997: Nouhou Tolo, futbolista camerunés.
- 1998: Josip Brekalo, futbolista croata.
- 1998: Albert Batyrgaziyev, boxeador ruso.
- 1998: Rodrigo Brandán, futbolista argentino.
- 1998: Ignacio Azúa, futbolista chileno.
- 1998: Sophie Alden, triatleta británica.
- 1998: Osamu Henry Iyoha, futbolista japonés.
- 1998: Darnay Holmes, jugador de fútbol americano estadounidense.
- 1998: Nisha Gaëlle Iarijhon, directora de cine malgache.
- 1998: Simon Westermann, triatleta suizo.
- 1998: Jack Taylor, futbolista británico-irlandés.
- 1999: Ángel Algobia, futbolista español.
- 1999: Saed Díaz, futbolista panameño.
- 1999: Saben Lee, baloncestista estadounidense.
- 1999: Gunnar Holmgren, ciclista canadiense.
- 2000: Kim Hyun-soo, actriz surcoreana.
- 2000: Florian Grengbo, ciclista francés.
- 2000: Philipp Raimund, saltador de esquí alemán.
- 2000: Matheus Soares, DJ, productor musical, remixer e influenciador digital brasileño.
- 2000: Rodrigo González, futbolista paraguayo.
- 2000: John Yeboah, futbolista alemán.
- 2000: Naoki Tsubaki, futbolista japonés.
- 2000: KennedyEgbus Mikuni, futbolista japonés.
- 2000: Lia Apostolovski, atleta eslovena.
- 2001: Florestan Riou, gimnasta de trampolín francés.
- 2001: José Manuel Cabrera López, futbolista español.
- 2001: Corneliu Cotogoi, futbolista moldavo.
- 2002: Andrew Omobamidele, futbolista irlandés.
- 2005: Beknaz Almazbekov, futbolista kirguís.
- 2005: Isabel Piralkova Coello, waterpolista española.
- 2005: Romualdas Jansonas, futbolista lituano.
- 2006: Lucas Høgsberg, futbolista danés.
- 2008: Lilliana Ketchman, modelo, bailarina y youtuber estadounidense.

## Fallecimientos
- 79: Vespasiano, emperador romano (n. 9).
- 572: Alboino, rey de lombardo (n. ¿?).
- 840: Ludovico Pío, hijo de Carlomagno, rey de los francos entre 814 y 840 (n. 778).
- 956: Urraca Sánchez, reina consorte de León (n. ¿?).
- 1018: Enrique I de Austria, segundo margrave de Austria (n. ca. 965).
- 1222: Constanza de Aragón y Castilla, aristócrata española, esposa del rey Emerico I de Hungría y posteriormente del emperador Federico II (n. 1179).
- 1537: Pedro de Mendoza, conquistador español (n. 1487).
- 1555: Pedro Mascarenhas, explorador portugués (n. 1470).
- 1582: Shimizu Muneharu, militar japonés (n. 1537).
- 1733: Johann Jakob Scheuchzer, maestro suizo (n. 1672).
- 1806: Mathurin Jacques Brisson, zoólogo y filósofo francés (n. 1723).
- 1811: Nicolau Tolentino de Almeida, poeta portugués (n. 1740).
- 1831: Mateo Albéniz, compositor español (n. 1755).
- 1832: James Hall, geólogo y biólogo escocés (n. 1761).
- 1836: James Mill, filósofo e historiador escocés (n. 1773).
- 1839: Mariano Lagasca, botánico español (f. 1776).
- 1861: Leandro Valle, militar y diputado liberal mexicano (n. 1833).
- 1891: Wilhelm Eduard Weber, físico alemán (n. 1804).
- 1913: Nicolás de Piérola, político peruano (n. 1839).
- 1914: Bhaktivinoda Thakur, religioso y escritor bengalí (n. 1838).
- 1919: Herculano de la Rocha, militar mexicano (n. 1846).
- 1920: Eugenio Courret, fotógrafo francés radicado en Perú (n. 1839).
- 1926: Víktor Vasnetsov, pintor ruso (n. 1848).
- 1936: Próspero Palazzo, aviador argentino (n. 1904).
- 1942: Ignacio Bonillas, ingeniero, político y diplomático mexicano (n. 1858).
- 1944: Anna Nikandrova, militar soviética (n. 1921).
- 1946: William S. Hart, actor estadounidense (n. 1864).
- 1953: Albert Gleizes, pintor francés (n. 1881).
- 1956: Reinhold Glière, compositor soviético (n. 1875).
- 1959: Andrés Saliquet, militar español (n. 1877).
- 1959: Boris Vian, escritor y músico francés (n. 1920).
- 1960: Miguel de Andrea, obispo y escritor argentino (n. 1877).
- 1967: Walter Blumenfeld, psicólogo alemán radicado en Perú (n. 1882).
- 1969: Antonino Cipolla, violinista y compositor argentino (n. 1889).
- 1980: Clyfford Still, pintor estadounidense (n. 1904).
- 1980: Varahagiri Venkata Giri, presidente indio (n. 1894).
- 1981: Zarah Leander, actriz y cantante suiza (n. 1907).
- 1983: Osvaldo Dorticós Torrado, político cubano  (n. 1919).
- 1988: Henry Murray, psicólogo estadounidense (n. 1893).
- 1993: Rafael Anglada, actor y comediógrafo español (n. 1921).
- 1995: Jonas Salk, inventor de la vacuna contra la poliomielitis (n. 1914).
- 1996: Andreas Papandreu, político griego (n. 1919).
- 1998: Maureen O'Sullivan, actriz irlandesa (n. 1911).
- 1999: Buster Merryfield, actor y futbolista británico (n. 1920).
- 1999: Francisco Rovira Beleta, director de cine español (n. 1912).
- 2000: Peter Dubovský, futbolista eslovaco (n. 1972).
- 2002: Pedro Alcázar, El Rockero, boxeador panameño (n. 1975).
- 2005: Manolis Anagnostakis, poeta griego (n. 1925).
- 2006: Aaron Spelling, productor de películas y series de televisión estadounidense (n. 1923).
- 2008: Arthur Chung, presidente guyano (n. 1918).
- 2009: Manuel Saval, actor mexicano (n. 1956).
- 2010: Pete Quaife, bajista británico, de la banda The Kinks (n. 1943).
- 2011: 
  - Christiane Desroches Noblecourt, egiptóloga francesa (n. 1913).
  - Peter Falk, actor estadounidense, protagonista de Columbo (n. 1927).
  - Fred Steiner, compositor estadounidense (n. 1923).
- 2012: Juanito Belmonte, jefe de prensa argentino (n. 1933).
- 2015: Marujita Díaz, actriz y cantante española (n. 1932).
- 2015: Magali Noël, actriz y cantante (n. 1932).
- 2018: Kim Jong-pil, político surcoreano (n. 1940).
- 2019: Dave Bartholomew, músico, compositor, arreglista y productor estadounidense (n. 1918).
- 2020: Patricio Rodríguez, tenista y entrenador chileno (n. 1938).
- 2021: John McAfee, magnate y programador informático británico-estadounidense (n. 1945).
- 2021: Mila Ximénez, periodista, colaboradora de televisión, escritora y personaje mediático española (n. 1952).
- 2022:
  - Ernane Galvêas, economista brasileño (n. 1922).
  - Ernst Jacobi, actor alemán (n. 1933).
  - Yrma Lydya, cantante mexicana (n. 2000).
- 2023: Frederic Forrest, actor de cine y televisión estadounidense (n. 1936).

## Celebraciones
- Día Olímpico.
En conmemoración a la fundación del Comité Olímpico Internacional (COI). Fue creado el 23 de junio de 1894 por el barón Pierre de Coubertin en París con el fin de revivir los Juegos Olímpicos Antiguos.

- Día Internacional de la Mujer en la Ingeniería.

- Día de Supernatural.
(serie de televisión).[5]

Salud
- Día Internacional del Síndrome de Dravet.[6][7]

Compartidas
- Naciones Unidas:
  - Día de las Naciones Unidas para la Administración Pública.
  - Día Internacional de las Viudas.[8]
Declarado en 2010 por la ONU con el fin de dar voz a las mujeres que han perdido a su marido y promover sus derechos y el apoyo especial que necesitan.

Por países
(Por orden alfabético)
- Argentina:
  - Aniversario de la creación de la Escuela Superior de Guerra Aérea de la Fuerza Aérea Argentina.
Fundación: 23 de junio de 1944 (81 años) (Decreto Nº16501/44 - BMR Nº2179).

- España: 
  - Noche de San Juan.[9]

- Luxemburgo: 
  - Día Nacional.[10]

- Nicaragua: 
  - Día del Padre.[11]

Tribal
- Mapuche: 
  - We Tripantu (Año Nuevo).[12]

### Santoral católico

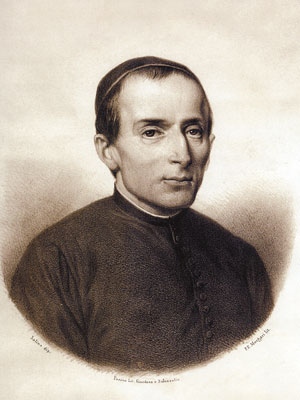
San José Cafasso.

Festejo del día: San José Cafasso.(imagen ilustrativa).
- Santos mártires de Nicomedia, (303).
- San Zenas de Filadelfia (s. IV).[13]
- San Zenón de Filadelfia (s. IV).[13]
- Santa Eteldreda de Ely, abadesa (679).[14]
- San Bilio de Dariórigo, obispo y mártir (c. 914).[13]
- San Lanfranco de Pavía, obispo (1194).
- San Walhero de Onhaye, presbítero (1197).[13]
- Beato Lanfranco de Pavía (s. XII).[13]
- Beata María de Oignies, (1213).[15]
- Beato Pedro Jacobo de Pésaro, presbítero (c. 1496).[13]
- Santo Tomás Garnet, presbítero y mártir (1608).[13]
- San José Cafasso, presbítero (1860).
- Beata María Rafaela Cimati (Santina), virgen (1945).